# Leucopardus tigrinus
Leucopardus tigrinus là một loài bướm đêm thuộc phân họ Arctiinae, họ Erebidae.